# دنطوان بوليفي
دنطوان بوليفي (الاسم العلمي:Danthonia boliviensis) هو نوع من النباتات يتبع جنس الدنطوان من الفصيلة النجيلية.